# Мейнард (город, Миннесота)
Мейнард (англ. Maynard) — город в округе Чиппева, штат Миннесота, США. На площади 1,7 км² (1,7 км² — суша, водоёмов нет), согласно переписи 2002 года, проживают 388 человек. Плотность населения составляет 230,7 чел./км².
- Телефонный код города — 320
- Почтовый индекс — 56260
- FIPS-код города — 27-41210[1]
- GNIS-идентификатор — 0647635[2]